# Варданян, Ирма Арменаковна
И́рма Армена́ковна Варданя́н (Իրմա Արմենակի Վարդանյան; род. 24 ноября 1939 года в Ереване) — советский и армянский физикохимик, доктор химических наук (с 1982), профессор (с 1984), член-корреспондент Академии наук Армянской ССР (с 1986) и действительный член Национальной академии наук Республики Армения (с 1996 года).

## Биография и карьера
В 1958 году окончила Ереванский государственный университет. В 1961—1967 годах работала в Ереванский физический институт, с 1967 года — в Институте химической физики им. А. Б. Нанбалдяна Академии наук Армянской ССР. В 1971 году защитила кандидатскую диссертацию на тему «Изучение влияния природы и состояния поверхности реакционного сосуда на кинетику и механизм окисления формальдегида». В 1972—1977 годах занимала должность ученого секретаря института, с 1979 года — руководит там лабораторией цепных и радикальных реакций. В 1982 году получила докторскую степень.
Основные направления исследований относятся к атмосферной химии, механизмам и кинетике процессов окисления и воспламенения органических соединений, радикальные реакции в газовой фазе и на границе твердой фазы. С 2001 года, помимо исследовательской, ведёт преподавательскую работу в Ереванском государственном университете.